# 和田香苗
和田 香苗（わだ かなえ、1932年9月3日 - 2001年2月8日）は、日本の作曲家、編曲家、ギタリスト。愛媛県宇和島市出身。男性。

## 来歴・人物
主にアニメソングや演歌の作・編曲家として知られている。アニメの代表作としてはタツノコプロ製作アニメーション作品のコロムビアレコードの作曲、編曲を多数手掛け『紅三四郎』(丘灯至夫 詩 堀江美都子 唄)、『ハクション大魔王』のエンディング曲『アクビ娘』や『昆虫物語みなしごハッチ』のエンディング曲『ママをたずねて』などがある。
その一方で『会津の小鉄』（作詞：松島一夫 = 宮川左近ショー 、唄： 京山幸枝若 、1967年 キングレコード）、また「ご当地ソング」の先駆けともなった『新宿ブルース』（作詞：滝口暉子、唄： 扇ひろこ 、1967年日本コロムビア）など演歌の大ヒット曲も同時期に手掛けている。
河内音頭の京山幸枝若、鉄砲光三郎、初音家賢次などの編曲など多数の作品がある(レコード化されている)。
歌手も多く育てた作曲家でもあるが、著名な愛弟子にはアニメソング歌手・水木一郎と演歌歌手・冠二郎がいて、二人の芸名を名づけたのも和田であり、両者ともに「40歳を越してから伸びるようになる」と願って名づけられた。なお以前から売れてはいたのだが、実際に両者共に40歳以後世間的な知名度を獲得するようになる。晩年は冠二郎に「演歌の新機軸」として得意の作風を生かした『ネオ演歌』シリーズを歌わせてヒットした。中でも1992年にリリースした『炎』以後、1994年には『ムサシ』、1998年には『バイキング』を発表。
これらの曲はナインティナインのバラエティー番組『ナイナイナ』などで取り上げられた。
冠が上記番組にゲスト出演した折、『ハクション大魔王』の挿入歌『アクビ娘』などの作曲者(番組中では師匠と呼称していた)の作品として、同番組にゲスト出演した冠によって語られ、にわかに脚光を浴びた。
また一方で、楽譜の無かった頃の流行歌を多く採譜する作業を進めていた。
2001年に68歳で死去した。